# The Field (revista)
The Field és una revista mensual britànica sobre temes principalment d'esports i activitats de camp. Va començar com a revista setmanal l'any 1853, i s'ha mantingut impresa des de llavors; Robert Smith Surtees va ser-ne un dels fundadors Al segle xix es coneixia com a Field: The Country Gentleman's Newspaper (Camp: El diari dels senyors del camp). La revista és una de les primeres revistes d'aficions. Està publicat per TI Media, filial de Future plc. 
A les darreries del segle xix i principis del segle xx, publicava una prestigiosa columna d'escacs, que va ser conduïda, entre d'altres, per Samuel Boden (1858-1873), Wilhelm Steinitz, Leopold Hoffer (1880-1913), Amos Burn (1913-1925), o Julius du Mont.

## Editors deThe Field
- 1853–1857 Mark Lemon
- 1857–1888 John Henry Walsh [3]:55
- 1888–1899 Frederick Toms
- 1900–1910 William Senior
- 1910–1928 Sir Theodore Andrea Cook
- 1931–1937 Eric Parker
- 1938–1946 Brian Vesey-Fitzgerald
- 1947–1950 Leonard V Dodds
- 1951–1977 Wilson Stephens
- 1977–1984 Derek Bingham
- 1984–1987 Simon Courtauld
- 1987–1991 Julie Spencer
- 1991–2020 Jonathan Young
- 2020-present Alexandra Henton

## Editors de caça i curses
- 1928–1936 William Fawcett[4]